# Kjongbokkung

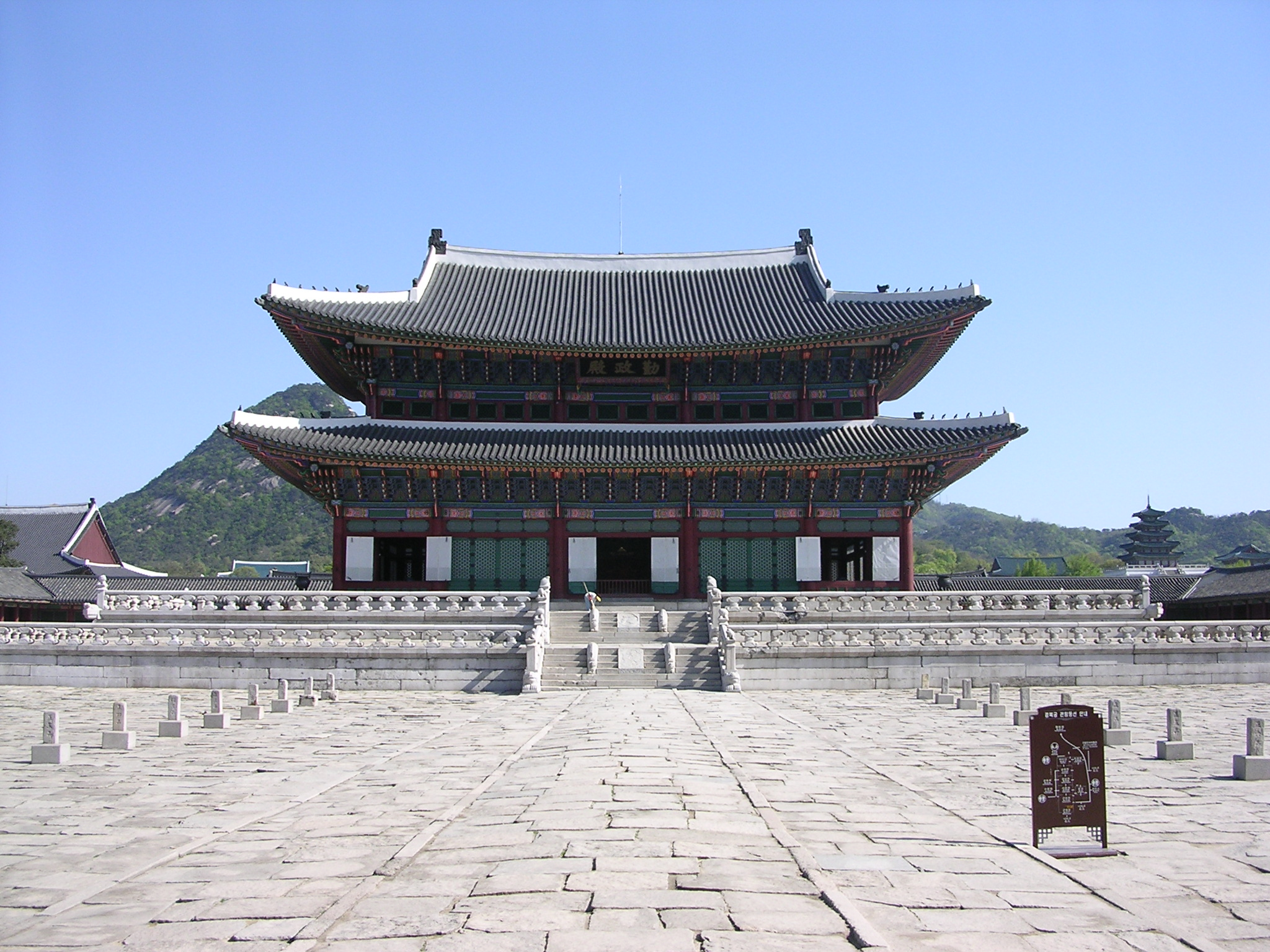
Kjongbokkung

Kjongbokkung (korejsky 경복궁, Kjŏngbokkung) je první korejský královský palác postavený za dynastie Čoson na severu Soulu v roce 1395. V období své největší slávy sloužil jako domov pro královskou rodinu a její příslušníky. Je největším z tzv. Pěti velkých paláců, postavených dynastií Čoson. Během Imdžinské války byl z velké části zničen požárem a poté po více než dvě století opuštěn. V 19. století byl za vlády krále Kodžonga pod vedením prince regenta Chinsona Tewonguna obnoven a rozšířen, ale během japonské okupace znovu zničen. V současnosti se rekonstruuje a slouží především jako muzeum.
Nachází se v severní části Soulu a je jednou z nejpopulárnějších turistických atrakcí v Jižní Koreji. Pohodlně se sem lze dostat metrem – linkou 3 na zastávku Gyeonbokgung exit 5 a poté zhruba 5 minut pěší chůze. Velmi populární podívanou je střídání stráží u hlavní brány Kwanghwamun, které se koná každou hodinu v čase od 10:00 do 15:00.

## Struktura palácového komplexu
- Kundžongdžon (hangul: 근정전) byl trůnní sál, kde se král setkával s královskými úředníky, vydával prohlášení a vítal velvyslance a vyslance ze zahraničí. Také zde probíhaly korunovace. Postaven byl v roce 1395 během vlády krále Tchedža, ale shořel v 16. století při vpádu japonských jednotek. Současná podoba pochází z roku 1867. Sál je postaven především ze dřeva na kamenné platformě, kde se nacházejí překrásné sochy zvířat, například draků nebo fénixů.

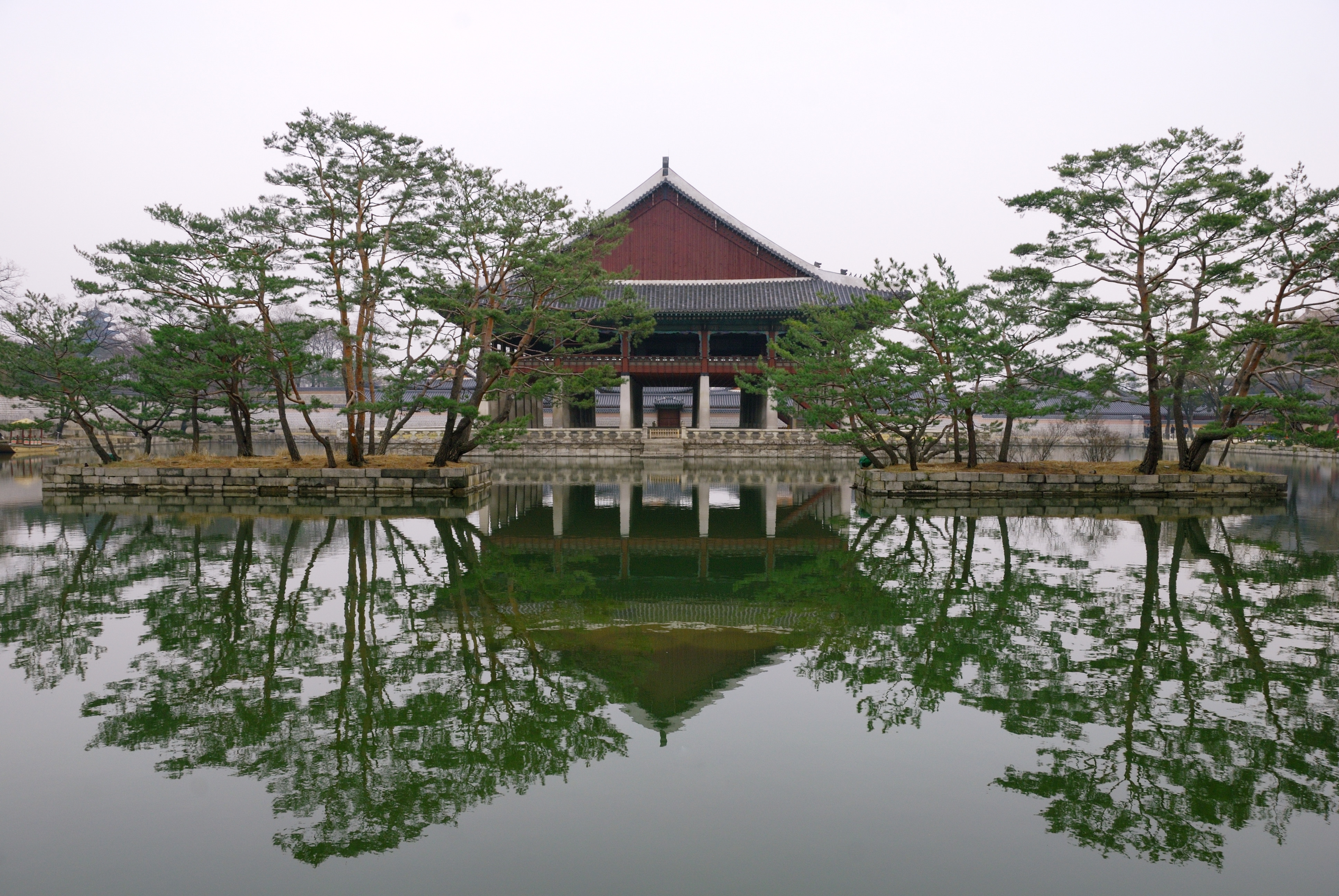
Kjonghoiru

- Pavilon Kjonghoiru (hangul: 경회루) je umístěn na ostrůvku místního jezírka. Během dynastie Čoson se zde konaly velké významné bankety. Jako většina ostatních budov byl pavilon zničen během japonské okupace a jeho současná podoba pochází z roku 1867. Dřevěná struktura budovy je usazena na 48 masivních kamenných pilířích. K Kjonghoiru vedou 3 kamenné mosty, spojující pavilon s hlavním palácem.

- Pavilon Hjangwondžong (hangul: 향원정), malý dvoupatrový pavilon s šestihranným půdorysem, byl postaven na objednávku krále Kodžonga v roce 1873. Je lokalizován na umělém ostrůvku na jezeře Hjangwondži, s ostatními paláci mimo tento ostrov je propojen mostem. Hjangwondžong znamená „pavilon daleko dosažitelné vůně“. Tento pavilon sloužil především k neformálním věcem a odpočinku.

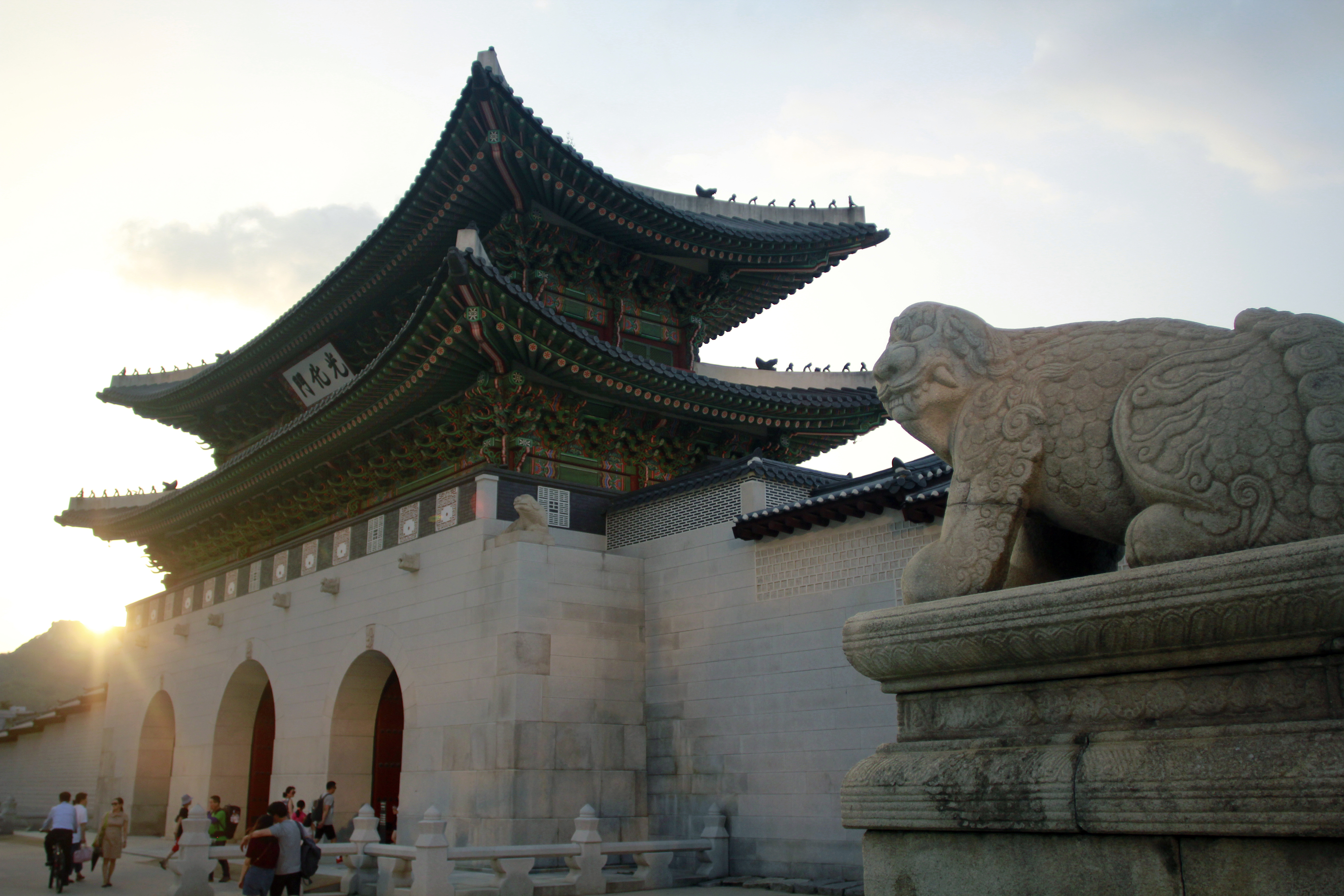
Kwanghwamun

- Palác Končchonggung (hangul: 건청궁) sloužil jako královské sídlo císaře Kodžonga a jeho ženy Mjongsong. Tento palác se stal místem inovace, ve kterém bylo poprvé použito elektrické osvětlení v Koreji (1887). Bohužel je to také velmi tragické místo, ve kterém byla zavražděna manželka císaře Gojonga japonskými agenty a její tělo spáleno a pohřbeno poblíž paláce. Dnes zde mohou návštěvníci obdivovat soukromý majetek a vybavení královské rodiny.

- Brána Kwanghwamun (hangul: 광화문) je hlavní bránou paláce. Je situována na sever od komplexu. Je složená ze tří průchodů, z nichž prostřední sloužil pro krále a 2 na okraji sloužily úředníkům. Bohužel brána byla zničena v době Japonské okupace a v Korejské válce. Poté se však zrekonstruovala.

- Brána Hungnjemun (hangul: 흥례문) je druhá největší. Návštěvníci ji uvidí hned po vchodu bránou Kwanghwamun. Bohužel byla v minulosti úplně zničena. Poté byla po dohadech s japonskou vládou i Japonci opravena.

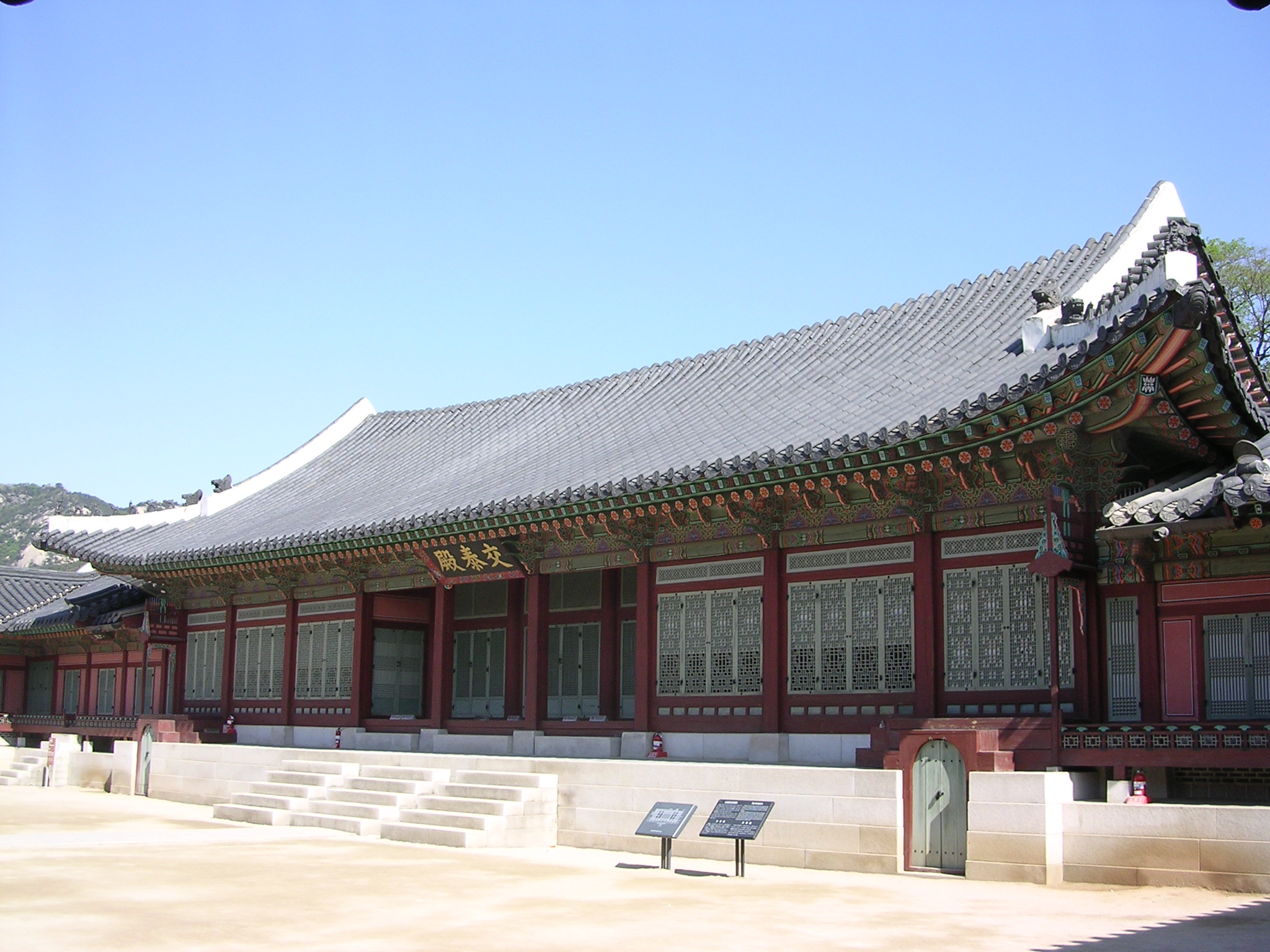
Kjotchedžon

- Kjotchedžon (hangul: 교태전). Pavilon byl využíván především jako sídlo pro královnu, postaveno kolem roku 1440 v období vlády krále Sedžonga Velikého, který měl ke konci svého života natolik křehké zdraví, že musel přesídlit z hlavního paláce a Kjotchedžon nechal postavit jako soukromé pokoje pro svou manželku.

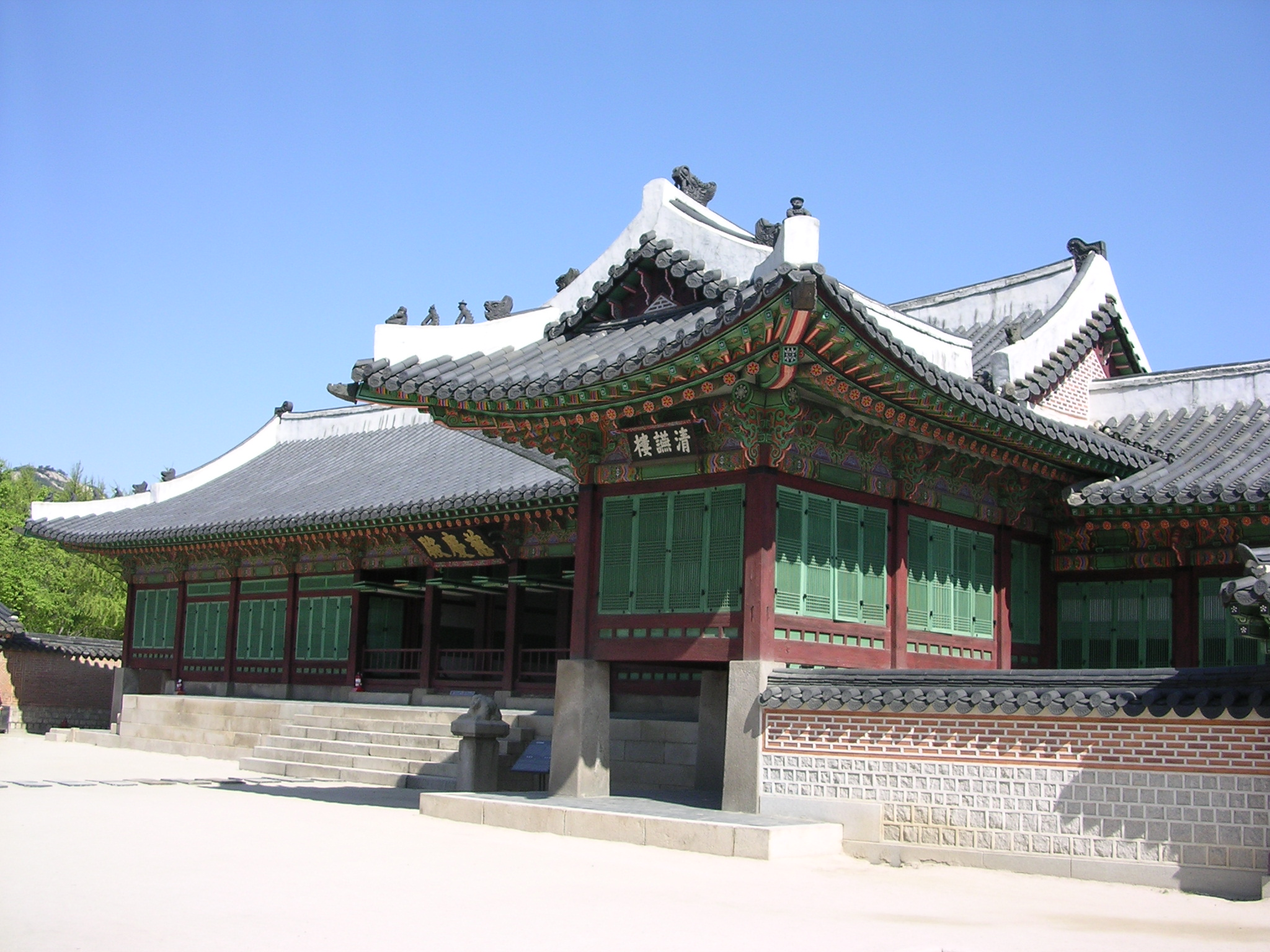
Čagjongdžon

- Čagjongdžon (hangul: 자경전). Budova sloužila jako sídlo královny Šindžong. Dvakrát byla zničena požárem.
- Čibokdže (hangul: 집옥재). Dvoupatrová rezidence sloužila za vlády krále Kodžonga jako soukromá knihovna. Její architektura byla velmi ovlivněna Čínou, nejspíše pro jakýsi exotický nádech.
- Sadžongdžon (hangul: 사정전). Budova byla sídlem výkonné moci a konaly se zde oficiální obřady a setkání.